# Ото фон Шверин
Ото фон Шверин (на немски: Otto Freiherr von Schwerin; * 8 март 1616 в Предна Померания; † 14 ноември 1679 в Кьолн на Шпрее, Берлин) е фрайхер на Шверин, главен президент и таен съветник, дворцов служител, дипломат и от 1658 г. първият министър на Курфюрство Бранденбург.
Той е вторият син на померанския съветник и хауптман на Укермюнде фрайхер Ото фон Шверин (1585 – 1652) и съпругата му Доротея фон Вайсбах (1592 – 1651), дъщеря на Йоахим фон Вайсбах и Анна Катарина фон Щетен (1548 – 1619). Внук е на Ханс Хуголд фон Шверин († пр. 1616) и Доротея фон дер Люе.
От 1634 до 1637 г. Ото следва в университета в Грайфсвалд и получава класическо и теологическо образование. Ото заедно с по-малкия му брат Богислав (1622 – 1678), по-късният бранденбургски генерал-майор, в Кьонигсберг.
В Кьонигсберг той става камерюнкер на курфюрстката Елизабет Шарлота (1597 – 1660), съпругата на курфюрст Георг Вилхелм фон Бранденбург (1595 – 1640). Скоро след това той пътува в Холандия, Англия и Франция и се връща обратно през края на 1640 г., малко преди смъртта на курфюрста. Новият курфюрст Фридрих Вилхелм през 1641 г. го изпраща на дипломатическа мисия при шведския щатхалтер на Щетин, взема го при себе си в Клеве и на 29 април 1641 г. го прави съветник в дворцовия и камерен съд в Берлин.
Курфюрстът Фридрих Вилхелм го прави на 9 септември 1658 г, първи министър и оберпрезидент на тайния съвет и на всички цивилни служби. Ото го придружава в походите му в Швеция и Предна Померания. През 1660 г. той е избран за катедрален пропст на Бранденбургския капител, остава такъв до смъртта си. През края на лятото 1662 г. по собствено желание той е изместен отново в Берлин. Там Фридрих Вилхелм го прави възпитател на седемгодишния си син принц Карл Емил и от 1665 г. също на по-малкия Фридрих. Ото си води дневник на възпитанието им.
През 1648 г. Ото е приет в литературното общество „Fruchtbringende Gesellschaft“. Той е погребан в шверинската фамилна гробница в „църквата Мария“ в Алтландсберг.

## Фамилия
Ото фон Шверин се жени на 10/22 април 1642 г. в Кьонигсберг за Елизабет София фон Шлабрендорф (* 20 февруари 1620, Древиц; † 26 януари 1656, Кьолн на Шпрее), дъщеря на Манасе фон Шлабрендорф († 1688) и Мелусина фон Тюмен. Двамата се местят след няколко седмици в Берлин. Те имат пет деца:
- Елизабет Шарлота фон Шверин (* 16 януари 1643, Кьолн на Шпрее; † 4 април 1649)
- Луиза Хедвиг фон Шверин (* 18 януари 1644, Кьолн на Шпрее; † юни 1700), омъжена на 22 октомври 1660 г. в Берлин за бранденбургския дипломат фрайхер Кристоф Каспар фон Блументал († 19 септември 1689)
- Ото фон Шверин (* 21 април 1645 в Берлин; † 8 май 1705 в Алтландсберг), граф на Шверин, таен съветник на Бранденбург-Прусия и дипломат, женен 1668 г. (23 март 1669/22 април 1669) за фрайин Ирмгард Мария фон Викрадт (* 28 април 1651; † 12 ноември 1730)
- Елеонора Катарина Елизабет фон Шверин (* 11 октомври 1646, Кьолн на Шпрее; † 13 октомври 1696, Фридрихщайн), омъжена на 13 ноември 1664 г. в Кьолн на Шпрее за граф Фридрих фон Дьонхоф (* 24 ноември 1639; † 16 февруари 1696)
- Вилхелм Хайнрих фон Шверин (* 17 февруари 1651, Кьолн на Шпрее; † 20 ноември 1652)
- Йохан Богислав фон Шверин (* 16 януари 1656, Кьолн на Шпрее; † 25 ноември 1677, Шалонс-сур-Марне)

Ото фон Шверин се жени втори път на 1 октомври 1656 г. в Кьонигсберген за Хелена Доротея фон Крайцен (* 20 март 1620, Фишхаузен; † 26 август 1677, Алт-Ландсберг), вдовица на фрайхер Фабиан фон Валдбург (* 23 май 1610; † 17 април 1644), дъщеря на Андреас фон Крайцен (1579 – 1641) и Анна Мария фон дер Оелзниц (1587 – 1634). Те имат пет дъщери:
- Луиза Шарлота фон Шверин (* 12 юли 1657; † умира млада)
- Амалия Хенриета фон Шверин (* 3 декември 1658, Кьолн на Спрее; † 30 септември 1699, Берлин), омъжена на 14 февруари 1678 г. в Берлин за фрайхер Фридрих Вилхелм фон Витенхорст-Зонсфелд (* 1645; † 9 май 1711), бранденбургски генерал-лейтенант
- Фридерика Луиза Вилхелмина фон Шверин (* декември 1660, Кьолн на Спрее; † 29 юни 1681), омъжена на 2 април 1678 г. в Берлин за граф Ахазверус Герхард фон Лендорф (* 9 февруари 1637; † 14 февруари 1688)
- Мария Доротея фон Шверин (* 20 април 1662, Кьонигсберг; † 29 октомври 1695, Берлин), омъжена на 29 март 1679 г. в Щат Хюнке за граф Филип фон Вилих и Лотум (* 27 август 1650; † 14 февруари 1719)
- Шарлота Вилхелмина фон Шверин (* 14 август 1664, Кьолн на Спрее; † 1665, Кьонигсберг)

Ото фон Шверин се жени трети път сл. 12 февруари 1679 г. в Алт-Ландсберг за Доротея фон Флеминг († октомври 1692 в Клеве), вдовица на Бодо фон Шлибен, дъщеря на Евалд Йоахим фон Флеминг (1603 – 1670) и Доротея Агнес фон дер Остен (* 1615). Бракът е бездетен.
Вдовицата му Доротея фон Флеминг се омъжва трети път на 10 май 1687 г. в Берлин за бранденбургския генерал фелдмаршал фрайхер Александер фон Шпаен (* 14 януари 1619, Краненбург; † 25 октомври 1692 в замък Мойланд близо до Клеве).